# Fonologia suprasegmentalna
Fonologia suprasegmentalna – dział fonologii generatywnej zajmujący się opisem reguł prozodycznych w aspekcie ich wpływu na powstawanie pewnych kombinacji fonemów oraz badaniem właściwości jednostek prozodycznych. W swoich badaniach wychodzi ponad fonem jako jednostkę systemu dźwiękowego. Składowymi warstwami wypowiedzi prozodycznej są np. tempo wymowy, iloczas, akcent wyrazowy, sylaba, sonorność, intonacja.